# Nationalité tchadienne

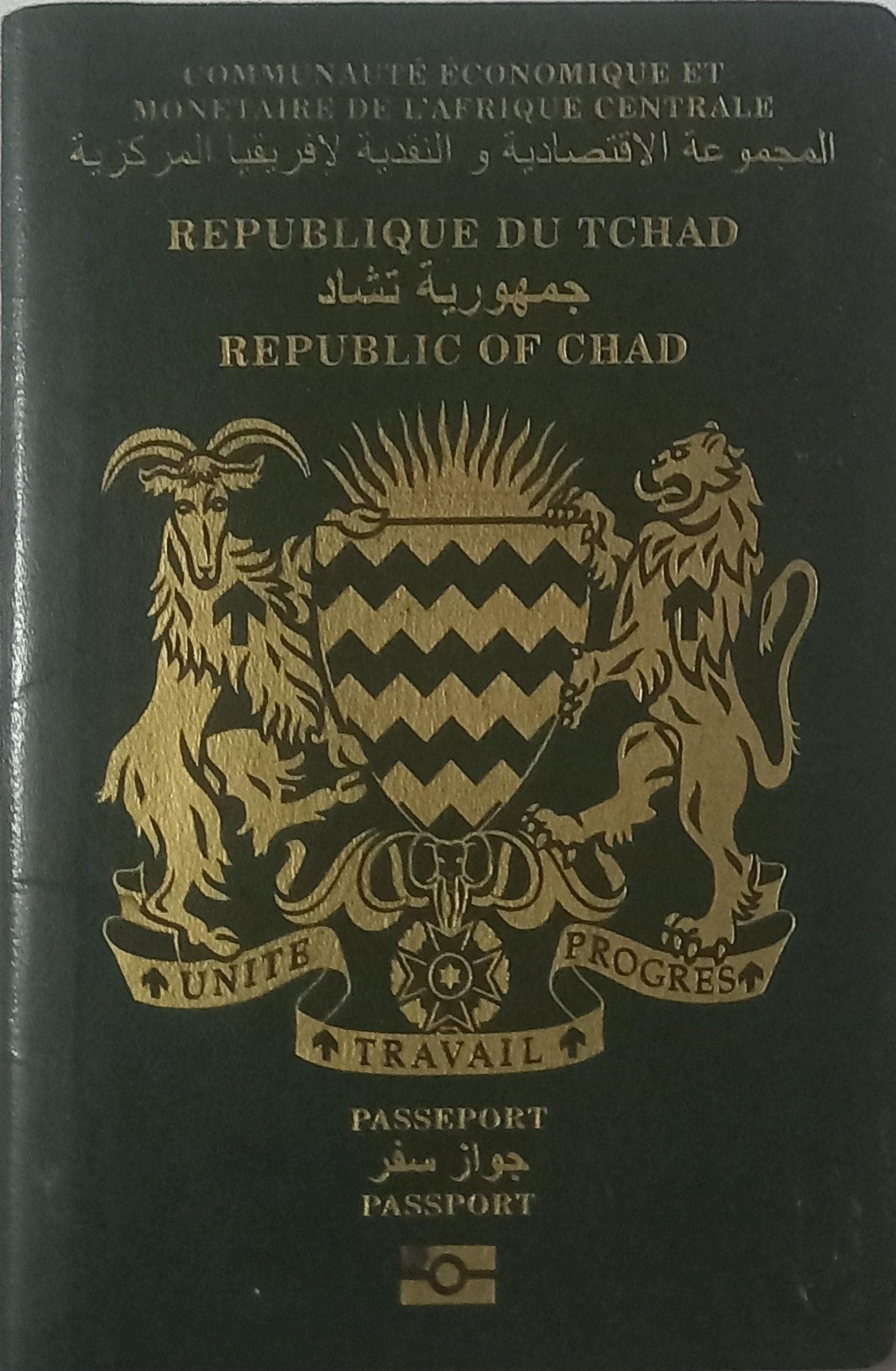
Passeport tchadien.

La nationalité tchadienne est un attribut juridique de la personne qui lie les citoyens originaires de la république du Tchad à tous les droits et prérogatives attachés à cette nationalité.

## Histoire

### Code de la nationalité tchadienne
Le 14 août 1962, François Tombalbaye, premier président de la république du Tchad, signe l'ordonnance no 33/PG.-INT. portant Code de la nationalité tchadienne. Auparavant, le droit de la nationalité tchadienne était notamment régi par la loi no 31-60 du 27 février 1961 et par le décret no 164/PG. du 28 septembre 1961, abrogés par l'ordonnance. Le code alors institué « détermine les conditions dans lesquelles les individus ont, acquièrent ou perdent la nationalité tchadienne » (article 2). 
Dans son titre I, il prévoit que la nationalité tchadienne d'origine provient de la filiation (droit du sang), du lieu de naissance (droit du sol) ou de la possession d'état. Dans son titre II, il précise les modalités d'acquisition de la nationalité tchadienne : par le mariage, par la réintégration, par la naturalisation ou par l'adoption de l'enfant et la réintégration ou la naturalisation de ses parents. Dans son titre III, le code détaille les modalités de perte et de déchéance de la nationalité tchadienne. Enfin, dans son titre IV, il prévoit la forme des actes relatifs à l'acquisition ou à la perte de la nationalité tchadienne, précise les modalités de preuve de la nationalité et traite du contentieux de la nationalité.
Comme prévu à l'article 43 de l'ordonnance du 14 août 1962, ses modalités d'application sont prévues par le décret no 211/PG.-INT. du 6 novembre 1963 portant application du Code de la nationalité tchadienne. Le texte prévoit ainsi les « formalités » devant « être observées dans l'instruction des déclarations de nationalité, des demandes de naturalisation ou de réintégration dans la nationalité tchadienne ». Sept formulaires sont également annexés au décret.

## Droit de la nationalité tchadienne
La Constitution tchadienne de 2018 prévoit, dans son article 11, que « les conditions d'acquisition et de perte de nationalité tchadienne sont fixées par la loi ».